# Stefan Horngacher
Stefan Horngacher, född 20 september 1969 i Wörgl i Tyrolen, är en österrikisk tidigare backhoppare och nuvarande backhoppstränare. Han representerade Skiverein Malta.

## Karriär
Stefan Horngacher debuterade i världscupen under tysk-österrikiska backhopparveckan säsongen 1987/1988. Han blev nummer 115 i sin första tävling, på hemmaplan i Bergiselschanze i Innsbruck 3 januari 1988. Första pallplaceringen i en deltävling i världscupen kom i nyårstävlingen i backhopparveckan säsongen 1990/1991 då han blev nummer tre i Garmisch-Partenkirchen i Tyskland. Han blev nummer fem sammanlagt i backhopparveckan 1990/1991 och nummer fyra i världscupen sammanlagt samma säsong, hans bästa i världscupen. Horngacher fick sin första delseger i världscupen i Bad Mitterndorf i Österrike 24 januari 1991. I backhopparveckan blev han nummer fem sammanlagt även i säsongen 2000/2001.
Horngacher deltog i sitt första Skid-VM 1991 i Val di Fiemme i Italien. Han blev nummer 22 i normalbacken och nummer 5 i stora backen, 6,6 poäng från en medalj. I lagtävlingen blev det guld till österrikiska laget (Heinz Kuttin, Ernst Vettori, Stefan Horngacher och Andreas Felder) före Finland och Tyskland. I Skid-VM 1993 i Falun i Sverige blev Horngacher nummer 9 i normalbacken och nummer 13 i stora backen. I lagtävlingen vann han en bronsmedalj tillsammans med lagkamraterna. Under VM 1997 i Trondheim i Norge blev Horngacher utan medalj. I de individuella tävlingarna blev han nummer 19 (normalbacken) och 14 och i lagtävlingen blev österrikarna nummer fyra, 4,7 poäng från bronset. I VM 1999 på hemmaplan i Ramsau am Dachstein blev det en ny VM-brons i lagtävlingen. Horngacher blev nummer 16 i normalbacken och nummer 7 i stora backen. I Skid-VM 2001 i Lahtis i Finland tävlades det i två lagtävlingar och österrikarna vann medaljer i båda grenarna. Horngacher blev nummer fem i den individuella tävlingen i stora backen, men vann en bronsmedalj i lagtävlingen. I normalbackeh blev han nummer fyra individuellt (4,0 poäng från en bronsmedalj), men i lagtävlingen blev det guld för Österrike (Wolfgang Loitzl, Andreas Goldberger, Stefan Horngacher och Martin Höllwarth) före Finland och Tyskland.
Horngacher startade i Världsmästerskapen i skidflygning fyra gånger utan att få de stora framgångarna Han blev nummer 26 i Čerťák i Harrachov i Tjeckien 1992, nummer 29 på hemmaplan i Kulm i Bad Mitterndorf 1996, nummer 18 i Heini Klopfer-backen i Oberstdorf 1998 och nummer 21 i Vikersund i Norge 2000.  
Stefan Horngacher tävlade i olympiska spelen 1994 i Lillehammer i Norge. Där blev han nummer 12 (normalbacken) och 19 individuellt och vann en bronsmedalj i lagtävlingen, efter Tyskland och Japan. I OS 1998 i Nagano i Japan blev han nummer 10 i normalbacken och misslyckades i stora backen och blev nummer 60. I lagtävlingen blev det en ny bronsmedalj, efter hemmalaget Japan och Tyskland. I sitt sista OS, i Salt Lake City i USA 2002, blev Horngacher nummer 11 i normalbacken och nummer 5 i stora backen. I lagtävlingen blev han nummer fyra med det österrikiska laget.
Horngacher avslutade sin backhoppningskarriär efter säsongen 2001/2002.

## Senare karriär
Efter avslutad aktiv idrottskarriär var Stefan Horngacher verksam som tränare för rekryteringslandslaget till Österrike och senare Polen där han bland andra tränade Kamil Stoch. Sedan 2006 har han varit tränare för de tyska rekryteringslagen och hjälptränare i Tyska Skidförbundet och har arbetat med bland andra Martin Schmitt i det tyska A-landslaget som personlig tränare.